# Szabo (stacja kolejowa)
Szabo (ukr. Шабо) – stacja kolejowa w miejscowości Szabo, w rejonie białogrodzkim, w obwodzie odeskim, na Ukrainie.